# Энвие
Энви́е (итал. Envie, пьем. Envìe) — коммуна в Италии, располагается в регионе Пьемонт, в провинции Кунео.
Население составляет 2016 человек (2008 г.), плотность населения составляет 81 чел./км². Занимает площадь 25 км². Почтовый индекс — 12030. Телефонный код — 0175.
Покровителем населённого пункта считается святой папа Марцеллин, празднование 26 апреля.

## Демография
Динамика населения:

## Города-побратимы
- Мария Сусана, Аргентина (1999)

## Администрация коммуны
- Официальный сайт: